# JSM Challenger 2004
Il JSM Challenger 2004 è stato un torneo di tennis facente parte della categoria ATP Challenger Series nell'ambito dell'ATP Challenger Series 2004. Il torneo si è giocato a Champaign negli Stati Uniti dal 15 al 20 novembre 2004 su campi in cemento indoor.

## Vincitori

### Singolare
Justin Gimelstob ha battuto in finale  Ramón Delgado con il punteggio di 6–4, 6–4.

### Doppio
Brian Baker /  Rajeev Ram hanno battuto in finale  Justin Gimelstob /  Graydon Oliver con il punteggio di 7–6(5), 7–6(7).